# Michael Braun
Michael Braun (Rüdersdorf, 5 settembre 1930 – 11 giugno 2014) è stato un regista e sceneggiatore tedesco.

## Biografia
Braun nasce a Berlino figlio del regista Harald Braun, inizia a 12 anni come interprete nel 1942 nella biografia su Rudolf Diesel nell'opera di Gerhard Lamprecht Diesel. A circa trent'anni lavora per la Bavaria Film alla serie Funkstreife Isar 12. Farà il regista per numero altre serie televisive come Die Powenzbande, Unsere schönsten Jahre, Salto Mortale e Goldene Zeiten – Bittere Zeiten.

## Filmografia
- 1961–1963: Funkstreife Isar 12 (35 ep.)
- 1963: Die sanfte Tour (3 ep.)
- 1963–1965: Kommissar Freytag (23 ep.)
- 1964–1966: Der Nachtkurier meldet (21 ep.)
- 1965: Die seltsamen Methoden des Franz Josef Wanninger (3 ep.)
- 1966: Raumpatrouille (3 ep.)
- 1967: Verräter
- 1967–1977: Graf Yoster gibt sich die Ehre (34 ep.)
- 1969–1972: Salto mortale (18 ep.)
- 1969: Mord nach der Oper
- 1970: Der Mann, der den Eiffelturm verkaufte
- 1972: Ein Toter stoppt den 8 Uhr 10
- 1973: Die Kriminalerzählung
- 1973: Frühbesprechung
- 1973: Die Powenzbande
- 1973–1974: Okay S.I.R. (17 ep.)
- 1973–1974: Die Tausender-Reportage (13 ep.)
- 1974–1975: Der Kommissar (6 ep.)
- 1975: Eurogang
- 1976: Tatort: Kassensturz
- 1977: Sonderdezernat K1
- 1977–1988: Polizeiinspektion 1 (33 ep.)
- 1978: Der Alte
- 1978–1984: L'ispettore Derrick
- 1981: Ein Fall für zwei: Todfreunde
- 1985: Unsere schönsten Jahre (6 ep.)
- 1988: Praxis Bülowbogen (7 ep.)
- 1995–1996: Zwei Brüder
- 1996: Solange es die Liebe gibt